# Hanne Severinsen
Hanne Severinsen, född 12 juni 1944 i Köpenhamn, är en dansk politiker (Venstre). Hon var folketingsledamot 1984-1987 och 1988-2007.
Hanne Severinsen är dotter till advokaten Erik Severinsen och Else Severinsen. Hon tog studentexamen 1963 och kandidatexamen i historia och samhällskunskap vid Köpenhamns universitet 1973. Hon arbetade sedan som adjunkt i historia på Gentofte Studenterkursus (1971-1987), lektor på VUC i Skjern (1988-1991) och Skjern Tekniske Skole (1991-1992). Hennes politiska karriär började i Danmarks Liberale Studerende, där hon var vice ordförande för Köpenhamnsavdelningen (1966-1967). Karriären tog fart på allvar då hon blev invald i Köpenhamns kommunfullmäktige 1974 för Venstre. Med tiden blev hon även ledamot i partiets verkställande utskott (1978-1985) och vice partiordförande (1982-1985) samt suppleant i Folketinget (1977-1978).
Severinsen blev invald i Folketinget 1984 och lämnade därmed sitt mandat i Köpenhamns kommunfullmäktige. Hon var bl.a. ordförande av utbildningsutskottet (1990-1998) och forskningsutskottet (1998-2001). Hon har även varit ledamot i Europarådet (1990-2007), där hon var vice ordförande av den liberala gruppen (1994-2007) och ordförande för den danska delegationen (2000-2007). Hon har bl.a. arbetat med demokratiseringsprocessen i Östeuropa, Ukraina i synnerhet, där hon också varit valobservatör. Hon har även varit rådgivare för Ukrainas tidigare premiärminister, Julia Tymosjenko.
Hon har varit styrelseledamot av Institut for Menneskerettigheder sedan 1990.